# Сельское поселение Старые Сосны
Сельское поселение Старые Сосны — упразднённое муниципальное образование в Клявлинском районе Самарской области.
Административный центр — село Старые Сосны.

## История
Законом Самарской области от 30 апреля 2015 года № 38-ГД, сельские поселения станция Клявлино, Новые Сосны и Старые Сосны преобразованы, путём их объединения, в сельское поселение станция Клявлино с административным центром на железнодорожной станции Клявлино.

## Административное устройство
В состав сельского поселения Старые Сосны входят:
- деревня Долгоруково,
- деревня Ключевка,
- деревня Софьино,
- посёлок Красная Елха,
- село Старые Сосны.